# Roger Dallier
Pour les articles homonymes, voir Dallier.
Roger Dallier, né Roger Paulin Detienne, le 4 novembre 1919 à Bourganeuf dans le Limousin et mort le 29 septembre 1993 à Vigneux-sur-Seine, est un réalisateur, assistant réalisateur et producteur de cinéma français.

## Filmographie
Réalisateur
- 1949 : Mademoiselle de La Ferté
- 1973 : Du plomb dans la tête
- 1974-1977 : Vacances Animées (émissions de télévision)
- 1976 : Larguez les amarres !
- 1979 : Le Crime des innocents
- 1980 : La Petite valise

Assistant réalisateur
- 1946 : Le Pays sans étoiles de Georges Lacombe
- 1947 : La Kermesse rouge de Paul Mesnier
- 1948 : Les Condamnés de Georges Lacombe
- 1948 : Le Carrefour des passions d'Ettore Giannini
- 1951 : Juliette ou la Clé des songes de Marcel Carné
- 1953 : L'Appel du destin de Georges Lacombe
- 1953 : Leur dernière nuit de Georges Lacombe
- 1956 : L'Homme aux clefs d'or de Léo Joannon
- 1957 : Le Désert de Pigalle de Léo Joannon
- 1958 : Mon coquin de père de Georges Lacombe
- 1961 : Les Vierges de Rome de Carlo Ludovico Bragaglia et Vittorio Cottafavi
- 1961 : Dynamite Jack de Jean Bastia
- 1962 : L'assassin est dans l'annuaire de Léo Joannon
- 1963 : Les Abysses de Nikos Papatakis
- 1963 : Le Bon Roi Dagobert de Pierre Chevalier
- 1966 : Trois enfants... dans le désordre de Léo Joannon
- 1967 : Un idiot à Paris de Serge Korber
- 1967 : Les Arnaud de Léo Joannon
- 1970 : L'Ardoise de Claude Bernard-Aubert

Producteur
- 1974-1977 : Vacances Animées, émissions enfantines estivales pour Antenne 2 coproduit avec Gérard Calvet[2]